# 10/10 (أغنية غيمس)
10/10 (بالفرنسية: Dix sur Dix)‏ وتعني عشرة على عشرة وهي إصدار منفرد لمغني الراب الكونغولي غيمس، تم إصدارها في 5 فبراير 2020 وهي إصدار منفرد لألبومه الثالث الحزام الأسود.

## التصنيف والشهادات

### التصنيف الأسبوعي
| التصنيف                                                     | أفضل مرتبة |
| ----------------------------------------------------------- | ---------- |
| تصنيف الألبومات البلجيكية (أولتراتوب فلاندرز)               | Tip        |
| تصنيف الألبومات الفرنسية (الاتحاد الوطني للنشر الفونوغرافي) | 94         |